# Johanna von Kastilien (Portugal)

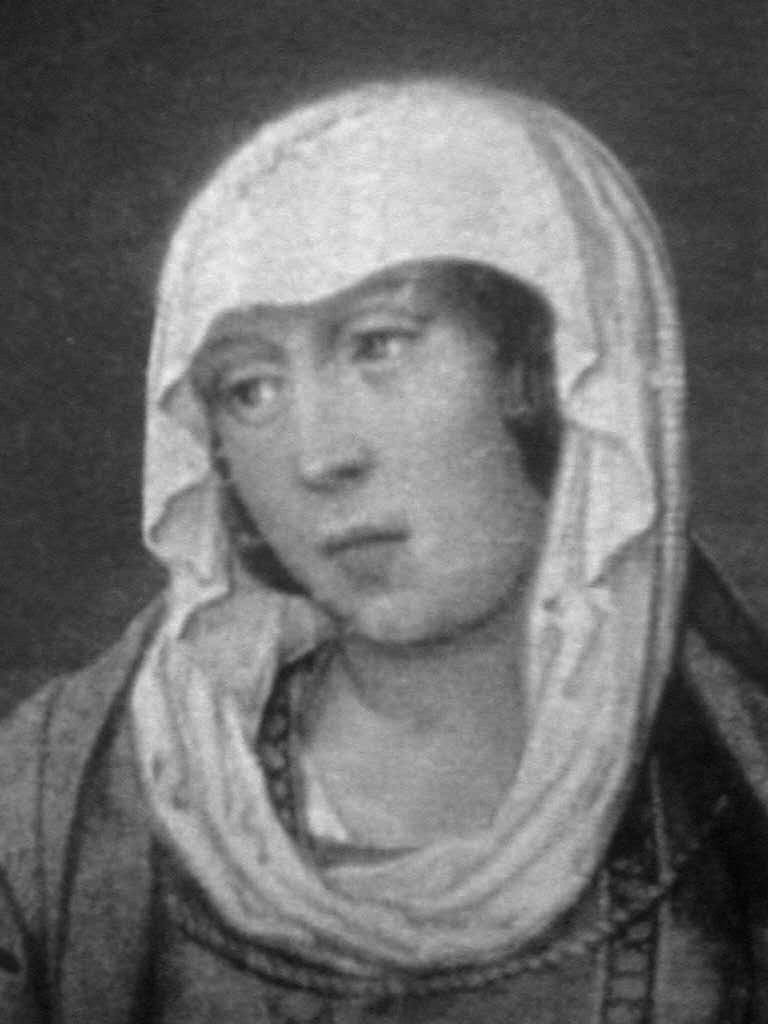
Johanna von Kastilien

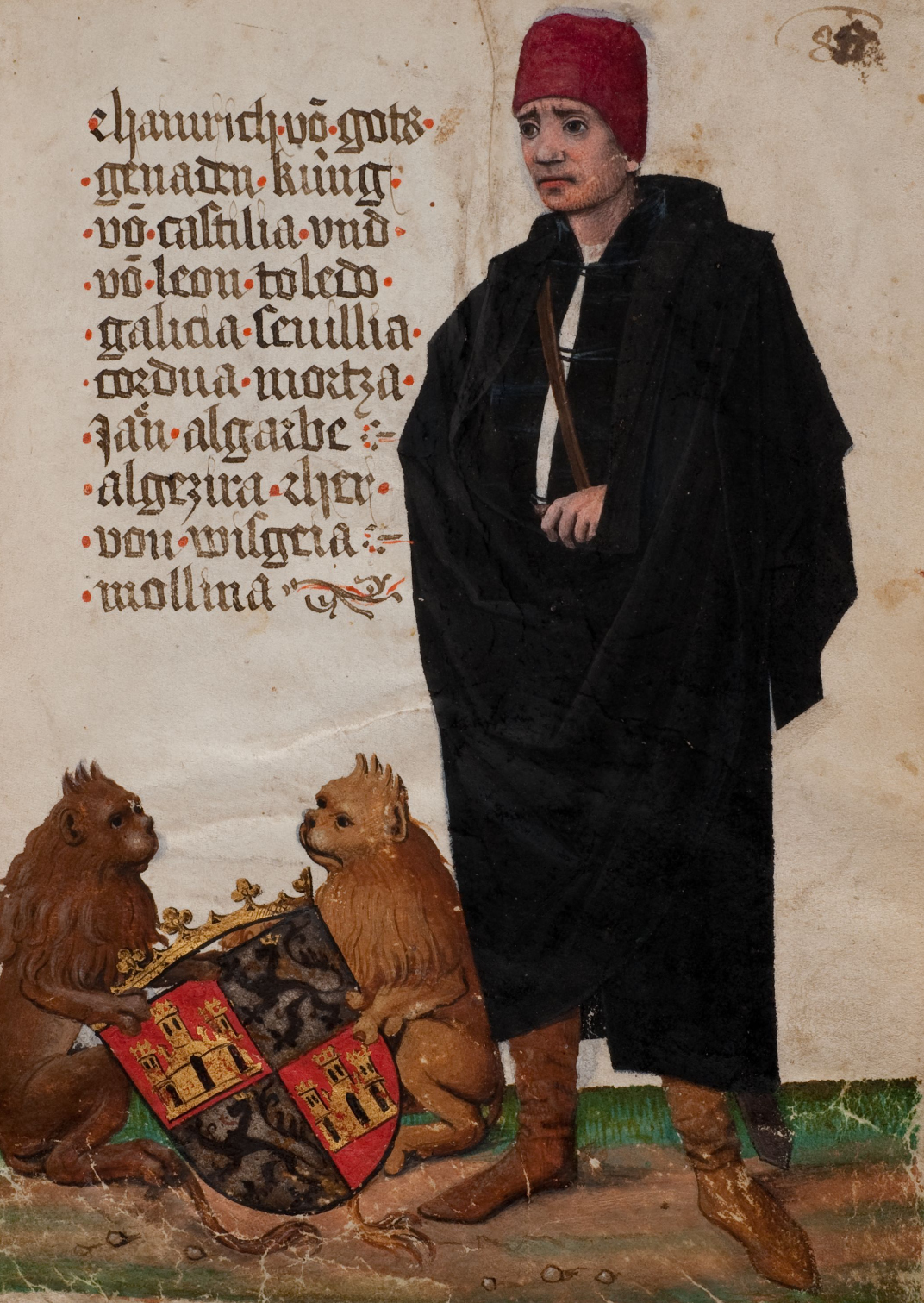
Heinrich IV.

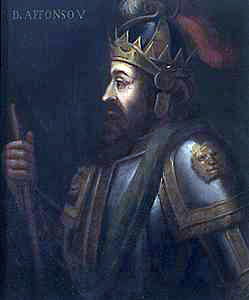
Alfons V.

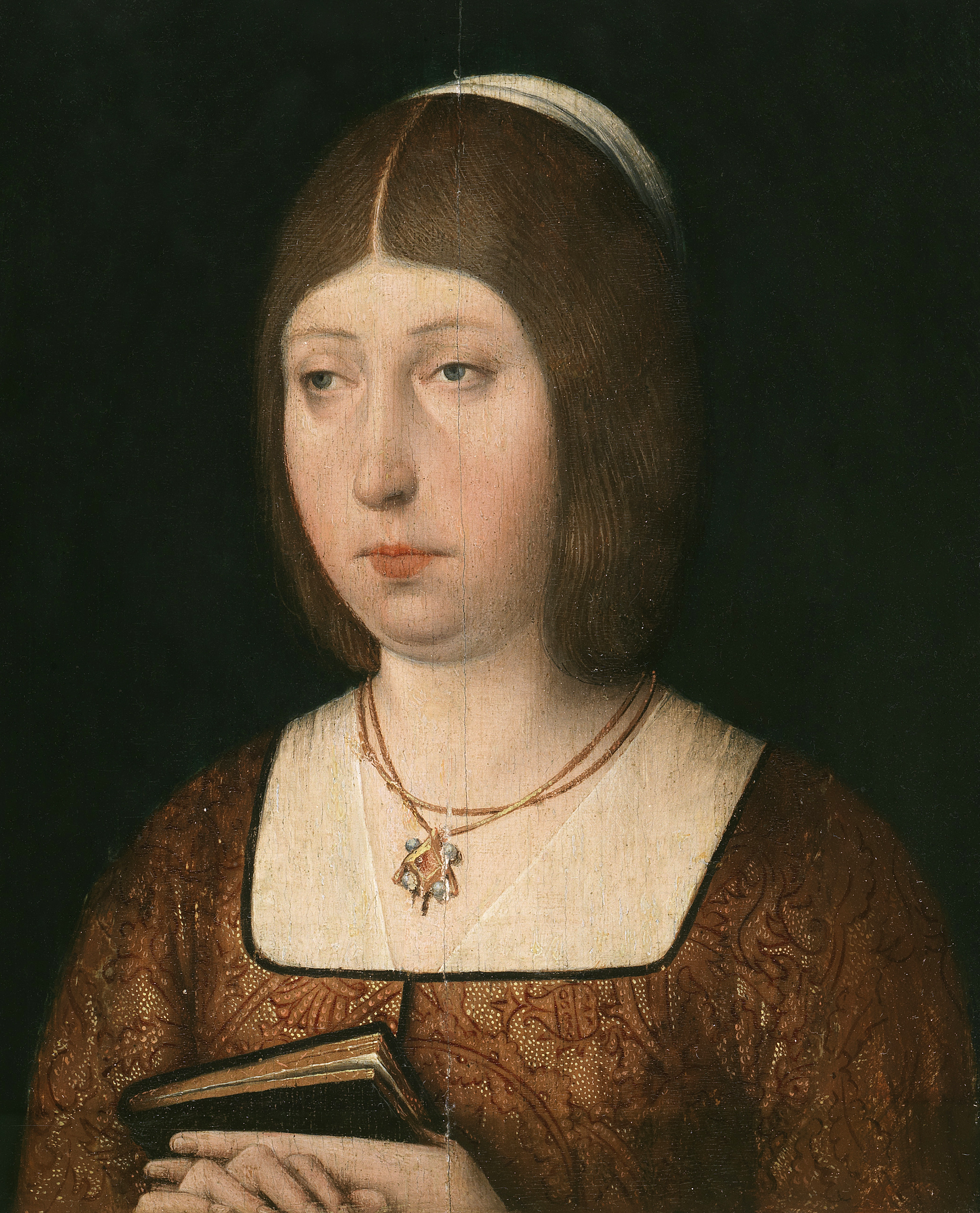
Isabella I.

Johanna von Kastilien (genannt Juana la Beltraneja (spanisch) bzw. auf Portugiesisch Joana a Beltraneja  oder la hija de la reina (die Tochter der Königin)) (* 28. Februar 1462 in Madrid; † 12. April 1530 in Lissabon) war 1462 bis 1464  Fürstin von Asturien und 1475 bis 1481 Königin von Portugal.

## Herkunft
Johanna wurde als Tochter König Heinrichs IV. von Kastilien und Johannas von Portugal, einer Tochter König Eduards I. von Portugal, geboren. Ihr Vater hatte im Jahr 1440 im Alter von 15 Jahren Blanka von Navarra (* 1424; † 1464) geheiratet. Diese Ehe wurde 1453 durch ein Gericht des Erzbischofs von Segovia für nichtig erklärt. Als Grund wurde die Impotenz des Ehemanns (Heinrich IV.) angegeben.
Im Jahr 1455 heiratete Heinrich IV. Juana de Avis y Aragón, die Schwester des portugiesischen Königs Alfons V. Sechs Jahre später wurde Johanna von Kastilien geboren. Die Gemahlin Heinrichs IV., Königin Johanna, pflegte offen einen freizügigen Lebensstil. Es werden ihr mindestens zwei außereheliche Kinder unterstellt. Diese Tatsachen ließen es einigen Zeitgenossen unwahrscheinlich erscheinen, dass Heinrich IV. der Vater von Johanna sei. Es wurde angenommen, dass Beltrán de la Cueva der wirkliche Vater sei. Daher bekam die Infantin den Beinamen „la Beltraneja“.

## Thronfolge
Die Cortes, die sich in Madrid versammelten, erkannten Johanna direkt nach ihrer Geburt als Thronfolgerin an.
Am 30. November 1464 enterbte Heinrich IV. seine Tochter, ohne sie jedoch für unehelich zu erklären, und benannte seinen Halbbruder Alfons als Thronerben.  Nach dem Tod von Alfons im Jahr 1468 sah sich dessen Schwester Isabella als rechtmäßige Thronerbin. Im Pakt von Torros de Guisando vom 18. September 1468 bezeichnete der König Johanna weiterhin als seine Tochter. Der König stellte allerdings fest, dass seine Ehe mit Johanna von Portugal ungültig sei, weil kein Dispens wegen der nahen Verwandtschaft vorgelegen habe und daher eine Thronfolge von Johanna ausgeschlossen sei. Er ernannte Isabella offiziell zu seiner Erbin und verlieh ihr den Titel einer Fürstin von Asturien, den die Erben der Krone von Kastilien seit Johann I. offiziell führten.

## Erbfolgekrieg
Heinrich IV. starb in der Nacht vom 11. auf den 12. Dezember 1474 in Madrid. Am 13. Dezember 1474 ließ sich Isabella in Segovia als Königin von Kastilien ausrufen. Sie führte die Regierung in den Ländern der Krone von Kastilien gemeinsam mit ihrem Ehemann Ferdinand V. Die damals 12-jährige Johanna befand sich in der Obhut des Marquis von Villena. Die Haltung des kastilischen Hochadels und der Bevölkerung in Bezug auf die Unterstützung von Johanna oder Isabella war uneinheitlich. Ende Dezember 1474 forderte König Alfons V. von Portugal die kastilischen Adeligen auf, seine Nichte Johanna als Königin von Kastilien anzuerkennen.
Um Kastilien in einen Zweifrontenkrieg zu verwickeln, trat Alfons mit dem französischen König Ludwig XI. in Verhandlungen. Ludwig sollte Kastilien von Norden aus angreifen.
Vom 10. bis 30. Mai 1475 überquerte eine portugiesische Armee aus etwa 15.000 Mann an verschiedenen Stellen die Grenze zwischen Portugal und Kastilien und schlug den Weg nach Salamanca und Zamora ein. Alfons besetzte Toro, doch Ferdinand versperrte ihm den Weg nach Burgos.
Am 29. Mai 1475 heiratete die damals 13-jährige Johanna in Plasencia ihren 43-jährigen Onkel Alfons V.
Ferdinand, und Isabella konnten eine Truppe aus 2.000 Mann (Reiter mit Harnisch und Lanzen), 6.000 Reitern und 20.000 Infanteristen aufstellen, mit der sie im Juli in Richtung Toro marschierten.  Von der Anzahl her war die kastilische Truppe der portugiesischen weit überlegen. Sie war allerdings undiszipliniert und hatte keine einheitliche Kommandostruktur.  Am 15. Juli wurde Ferdinand darüber unterrichtet, dass Zamora dem Feind die Tore geöffnet hatte. Er ließ daraufhin seinen Plan Toro einzunehmen fallen.
Im März 1476 erfolgte der französische Angriff, mit dem man schon seit mehreren Monaten gerechnet hatte: 50.000 Mann überschritten die Grenze in Hendaye. Der Angriff konnte aber, auch mit Unterstützung der baskischen Marine, abgewehrt werden.
In der Schlacht von Toro am 1. März 1476 zwang König Ferdinand den Gegner zum Rückzug und gab damit dem Krieg die entscheidende Wende.
Die beiden Anführer der für Johanna eintretenden Partei in Kastilien, der Marqués de Villena und Alfonso Carrillo der Erzbischof von Toledo, unterwarfen sich im September 1476 den Katholischen Königen. Damit endete 1476 die Bürgerkriegsphase des Erbfolgestreites.
Nach der Schlacht von Toro kam es kaum noch zu Kämpfen zwischen Portugal und Kastilien. Allerdings wurden mehrere kastilische Grenzfestungen weiterhin von Portugal besetzt. Erst im Februar 1479 griff Alfons V. Kastilien erneut an. Ein unter dem Befehl von García de Meneses dem Bischof von Évora stehendes portugiesisches Heer überschritt in der Nähe von Badajoz die Grenze. Am 24. Februar 1479 wurden die Portugiesen von den kastilischen Truppen unter der Führung von Alfonso de Cárdenas, dem Großmeister des Santiagoordens, in Albuera geschlagen. Daraufhin war Alfons verhandlungsbereit.

## Vertrag von Alcáçovas
Die Friedensverhandlungen zogen sich über Monate hin, da alle Probleme zwischen Portugal und Kastilien abschließend geklärt werden sollten. Am 4. September 1479 wurde der Vertrag von Alcáçovas unterschrieben und am 6. März 1480 von den Katholischen Königen in Toledo ratifiziert.
Der Vertrag besteht aus vier Teilen. Im ersten Teil wird die Aufteilung der Interessengebiete in Afrika und im Atlantik geregelt. Der zweite Teil befasst sich mit der Zukunft Johannas. Der Vertrag bot Johanna zwei Wahlmöglichkeiten. Die erste Möglichkeit war, Johann von Aragón und Kastilien den Erbprinzen von Kastilien zu heiraten, wenn dieser das vierzehnte Lebensjahr erreicht hatte. Bis dahin, d. h. die nächsten dreizehn Jahre, sollte sie in Portugal unter Bewachung stehen. Der Vertrag enthielt auch eine Klausel, die vorsah, dass Johann die Heirat ablehnen könnte. Die zweite Möglichkeit sah vor, dass Johanna in Portugal in ein Kloster einträte. Johanna wählte die zweite Option. Sie trat am 5. November 1479 als Novizin in das Kloster der Klarissen in Coimbra ein. Trotz des Klostereintritts verlieh ihr König Alfons den Titel einer Infantin, den Titel einer Exzellenz (Excelente Senhora).
Als sie am 15. November 1480 ihr Ordensgelübde ablegte, war Hernando de Talavera, der Beichtvater der Königin Isabella, anwesend, der in ihrem Auftrag darauf achtete, dass kein Formfehler unterlief.  Bis zu ihrem Tod im Jahr 1530 betrachtete Johanna sich als Königin und unterschrieb so auch ihre Briefe.
Siehe auch: Liste der Königinnen Portugals, Liste der Könige Portugals, Portugal unter dem Hause Avis, Geschichte Portugals, Zeittafel der Geschichte Portugals.